# Assmåsabetet
Assmåsabetet, även kallat Betlehems utmark, är ett naturreservat i Sjöbo kommun i Skåne län.
Området är naturskyddat sedan 2014 och är 39 hektar stort. Reservat består av en trädbeklädd betesmark.